# Cercyonis oetus
Cercyonis oetus är en fjärilsart som beskrevs av Jean Baptiste Boisduval 1869. Cercyonis oetus ingår i släktet Cercyonis och familjen praktfjärilar. Inga underarter finns listade i Catalogue of Life.